# Großer Preis von Rio de Janeiro (Motorrad)

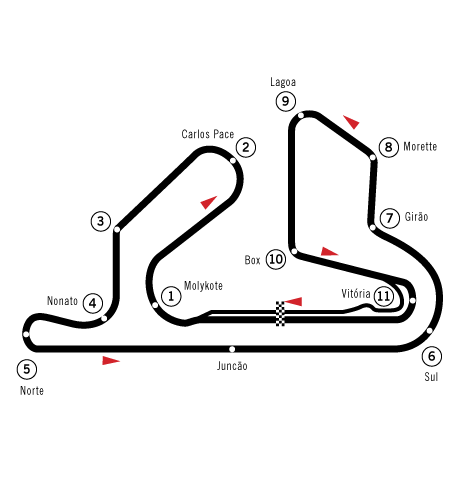
Streckengrafik des Autódromo Internacional Nelson Piquet

Der Große Preis des Rio de Janeiro für Motorräder war ein Motorrad-Rennen, das zwischen 1995 und 2004 insgesamt neunmal auf dem Autódromo Internacional Nelson Piquet in Jacarepaguá nahe Rio de Janeiro in Brasilien ausgetragen wurde und zur Motorrad-Weltmeisterschaft zählte.
Rekordsieger ist der Italiener Valentino Rossi, der das Rennen in verschiedenen Klassen insgesamt sechsmal gewinnen konnte.

## Statistik
| Auflage | Jahr | Strecke     | Klasse  | Sieger                    | Zweiter                      | Dritter                     | Pole-Position               | Schn. Rennrunde           |
| ------- | ---- | ----------- | ------- | ------------------------- | ---------------------------- | --------------------------- | --------------------------- | ------------------------- |
| 1       | 1995 | Jacarepaguá | 125 cm³ | Masaki Tokudome (Aprilia) | Gianluigi Scalvini (Aprilia) | Haruchika Aoki (Honda)      | Stefano Perugini (Aprilia)  | Herri Torrontegui (Honda) |
| 1       | 1995 | Jacarepaguá | 250 cm³ | Doriano Romboni (Honda)   | Max Biaggi (Aprilia)         | Tadayuki Okada (Honda)      | Max Biaggi (Aprilia)        | Tetsuya Harada (Yamaha)   |
| 1       | 1995 | Jacarepaguá | 500 cm³ | Luca Cadalora (Yamaha)    | Mick Doohan (Honda)          | Norick Abe (Yamaha)         | Mick Doohan (Honda)         | Luca Cadalora (Yamaha)    |
|         |      |             |         |                           |                              |                             |                             |                           |
| 2       | 1996 | Jacarepaguá | 125 cm³ | Haruchika Aoki (Honda)    | Emilio Alzamora (Honda)      | Masaki Tokudome (Aprilia)   | Haruchika Aoki (Honda)      | Haruchika Aoki (Honda)    |
| 2       | 1996 | Jacarepaguá | 250 cm³ | Olivier Jacque (Honda)    | Ralf Waldmann (Honda)        | Jürgen Fuchs (Honda)        | Olivier Jacque (Honda)      | Olivier Jacque (Honda)    |
| 2       | 1996 | Jacarepaguá | 500 cm³ | Mick Doohan (Honda)       | Àlex Crivillé (Honda)        | Norick Abe (Yamaha)         | Mick Doohan (Honda)         | Mick Doohan (Honda)       |
|         |      |             |         |                           |                              |                             |                             |                           |
| 3       | 1997 | Jacarepaguá | 125 cm³ | Valentino Rossi (Aprilia) | Noboru Ueda (Honda)          | Yōichi Ui (Yamaha)          | Noboru Ueda (Honda)         | Valentino Rossi (Aprilia) |
| 3       | 1997 | Jacarepaguá | 250 cm³ | Olivier Jacque (Honda)    | Tetsuya Harada (Aprilia)     | Tōru Ukawa (Honda)          | Olivier Jacque (Honda)      | Olivier Jacque (Honda)    |
| 3       | 1997 | Jacarepaguá | 500 cm³ | Mick Doohan (Honda)       | Tadayuki Okada (Honda)       | Luca Cadalora (Yamaha)      | Mick Doohan (Honda)         | Tadayuki Okada (Honda)    |
|         |      |             |         |                           |                              |                             |                             |                           |
| 4       | 1999 | Jacarepaguá | 125 cm³ | Noboru Ueda (Honda)       | Marco Melandri (Honda)       | Emilio Alzamora (Honda)     | Marco Melandri (Honda)      | Marco Melandri (Honda)    |
| 4       | 1999 | Jacarepaguá | 250 cm³ | Valentino Rossi (Aprilia) | Tōru Ukawa (Honda)           | Loris Capirossi (Honda)     | Olivier Jacque (Yamaha)     | Valentino Rossi (Aprilia) |
| 4       | 1999 | Jacarepaguá | 500 cm³ | Norick Abe (Yamaha)       | Max Biaggi (Yamaha)          | Kenny Roberts jr. (Suzuki)  | Kenny Roberts jr. (Suzuki)  | Max Biaggi (Yamaha)       |
|         |      |             |         |                           |                              |                             |                             |                           |
| 5       | 2000 | Jacarepaguá | 125 cm³ | Simone Sanna (Aprilia)    | Masao Azuma (Honda)          | Yōichi Ui (Derbi)           | Roberto Locatelli (Aprilia) | Mirko Giansanti (Honda)   |
| 5       | 2000 | Jacarepaguá | 250 cm³ | Daijirō Katō (Honda)      | Tōru Ukawa (Honda)           | Marco Melandri (Aprilia)    | Marco Melandri (Aprilia)    | Olivier Jacque (Yamaha)   |
| 5       | 2000 | Jacarepaguá | 500 cm³ | Valentino Rossi (Honda)   | Alex Barros (Honda)          | Garry McCoy (Yamaha)        | Max Biaggi (Yamaha)         | Valentino Rossi (Honda)   |
|         |      |             |         |                           |                              |                             |                             |                           |
| 6       | 2001 | Jacarepaguá | 125 cm³ | Yōichi Ui (Derbi)         | Simone Sanna (Aprilia)       | Arnaud Vincent (Honda)      | Yōichi Ui (Derbi)           | Simone Sanna (Aprilia)    |
| 6       | 2001 | Jacarepaguá | 250 cm³ | Daijirō Katō (Honda)      | Marco Melandri (Aprilia)     | Roberto Locatelli (Aprilia) | Fonsi Nieto (Aprilia)       | Marco Melandri (Aprilia)  |
| 6       | 2001 | Jacarepaguá | 500 cm³ | Valentino Rossi (Honda)   | Carlos Checa (Yamaha)        | Max Biaggi (Yamaha)         | Tōru Ukawa (Honda)          | Valentino Rossi (Honda)   |
|         |      |             |         |                           |                              |                             |                             |                           |
| 7       | 2002 | Jacarepaguá | 125 cm³ | Masao Azuma (Honda)       | Arnaud Vincent (Aprilia)     | Manuel Poggiali (Gilera)    | Manuel Poggiali (Gilera)    | Masao Azuma (Honda)       |
| 7       | 2002 | Jacarepaguá | 250 cm³ | Sebastián Porto (Yamaha)  | Roberto Rolfo (Honda)        | Franco Battaini (Aprilia)   | Randy De Puniet (Aprilia)   | Sebastián Porto (Yamaha)  |
| 7       | 2002 | Jacarepaguá | MotoGP  | Valentino Rossi (Honda)   | Max Biaggi (Yamaha)          | Kenny Roberts jr. (Suzuki)  | Max Biaggi (Yamaha)         | Carlos Checa (Yamaha)     |
|         |      |             |         |                           |                              |                             |                             |                           |
| 8       | 2003 | Jacarepaguá | 125 cm³ | Jorge Lorenzo (Derbi)     | Casey Stoner (Aprilia)       | Alex De Angelis (Aprilia)   | Dani Pedrosa (Honda)        | Dani Pedrosa (Honda)      |
| 8       | 2003 | Jacarepaguá | 250 cm³ | Manuel Poggiali (Aprilia) | Roberto Rolfo (Honda)        | Randy De Puniet (Aprilia)   | Toni Elías (Aprilia)        | Manuel Poggiali (Aprilia) |
| 8       | 2003 | Jacarepaguá | MotoGP  | Valentino Rossi (Honda)   | Sete Gibernau (Honda)        | Makoto Tamada (Honda)       | Valentino Rossi (Honda)     | Valentino Rossi (Honda)   |
|         |      |             |         |                           |                              |                             |                             |                           |
| 9       | 2004 | Jacarepaguá | 125 cm³ | Héctor Barberá (Aprilia)  | Casey Stoner (KTM)           | Andrea Dovizioso (Honda)    | Héctor Barberá (Aprilia)    | Héctor Barberá (Aprilia)  |
| 9       | 2004 | Jacarepaguá | 250 cm³ | Manuel Poggiali (Aprilia) | Dani Pedrosa (Honda)         | Toni Elías (Honda)          | Sebastián Porto (Aprilia)   | Sebastián Porto (Aprilia) |
| 9       | 2004 | Jacarepaguá | MotoGP  | Makoto Tamada (Honda)     | Max Biaggi (Honda)           | Nicky Hayden (Honda)        | Kenny Roberts jr. (Suzuki)  | Makoto Tamada (Honda)     |